# FEDARENE
La Federación Europea de Agencias y Regiones para la Energía y el Medio Ambiente (FEDARENE) es la primera red europea de organizaciones regionales y locales que pone en práctica y coordina políticas de energía y medio ambiente. Los organismos e instituciones regionales y locales así como las agencias de energía y medio ambiente a nivel regional y local, están representados en FEDARENE.
FEDARENE es una asociación internacional sin ánimo de lucro representando 80 regiones de 24 países europeos.

## Actividades
La misión de esta federación se puede resumir en los siguientes puntos:
- FEDARENE es un vínculo entre autoridades locales y regionales y las instituciones europeas. El principal objetivo es hacer que las voces de los diferentes gobiernos locales y regionales sean oídos a nivel europeo e informar a nuestros participantes de políticas e iniciativas europeas relevantes para ellos.

- Promover el intercambio de experiencias y el desarrollo de proyectos transnacionales. A través de sus eventos y actividades que crean conexiones profesionales, FEDARENE une organizaciones alrededor de Europa para compartir sus conocimientos, desarrollar proyectos europeos y replicar aquellas iniciativas que han resultado exitosas.

- La organización promueve un lugar de encuentro para la discusión de actores del sector de la energía, sirviendo como una plataforma no solo para sus miembros, sino que para todos los actores que se esfuerzan por estar más cerca de la transición energética: autoridades públicas, organizaciones no gubernamentales, ciudadanos, medianas y pequeñas empresas e instituciones financieras entre otras.

Los objetivos de Federación Europea de las Agencias y las Regiones para la Energía y el Medio Ambiente son facilitar el desarrollo de intercambios, asociaciones y cooperación interregional; para ayudar a las regiones europeas en sus capacidades para tomar acciones y de representar y promover la dimensión regional y local en los debates sobre energía y medioambiente de la Unión Europea.
FEDARENE está actualmente involucrado en diferentes proyectos europeos. Algunos de ellos son OPENGELA, C-track 50, ManagEnergy, y PROSPECT, entre muchos otros. FEDARENE es también miembro fundador del Pacto de los Alcaldes. Todos los proyectos en los que participan están disponibles en su página web.
FEDARENE ha estado involucrado en un gran número de proyectos europeas en diferentes ámbitos, como: [[biogas]], [[biometano]], o proyectos dirigidos a la sostenibilidad y al desarrollo rural (InventAir). Además, FEDARENE apoya la coordinación de actividades de Energee-Watch, la red europea de observatorios regionales en energía y gases de efecto invernadero. Actualmente, FEDARENE es responsable de su coordinación y ha contribuido de manera importante a su creación.

## Estructura Interna
El Consejo de Administración está integrado por 16 miembros de los cuales un Presidente, un Secretario General, 13 Vicepresidentes y un Tesorero. Los miembros del Consejo son representantes de las siguientes regiones o provincias: Distrito de Alba (RO), Región de Auvernia-Ródano-Alpes (FR), Berlín (DE), Junta de Castilla y León (ES), Noroeste de Croacia (HR), Región de Isla de Francia (FR), Región de Finlandia Central (FI), Islas Egeas del Norte (GR), Río Wye (UK), Liguria (IT), Podravje (SI), Sudeste de Suecia (SE), Tipperary (IE), Alta Austria (AT), Valonia (BE).